# Велика війна (фільм)
«Велика війна» (італ. «La grande guerra») — італійська комедійна драма 1959 року, знята режисером Маріо Монічеллі, з Альберто Сорді і Вітторіо Ґассманом у головних ролях.

## Сюжет
Двоє дрібних шахраїв, Джованні Бусакка з Мілана та Оресте Яковаччі з Риму, опиняються серед новобранців, призваних до італійської армії на початку Першої світової війни. Хоча вони і відрізняються характерами, їх об'єднує відсутність ідеалізму і бажання уникнути жахів війни. Товариші, провертаючи всілякі хитрощі, намагаються ухилитися від роботи і виконання військового обов'язку, поки їхні товариші б'ються на полі бою. Випадково вони опиняються на австрійській території, де їх приймають за шпигунів. Друзям погрожують розстрілом, якщо вони не видадуть ворогові секретну інформацію, але саме в цей момент у колишніх ухильників прокидаються патріотичні почуття. Джованні та Оресте віддають перевагу героїчній смерті за зраду батьківщині.

## У ролях
- Альберто Сорді: Оресте Яковаччі
- Вітторіо Ґассман: Джованні Бусакка
- Сільвана Мангано: Костантина
- Ромоло Валлі: лейтенант Галліна
- Фолко Луллі: Джузеппе Бордін
- Бернар Бліє: капітан Кастеллі
- Вітторіо Саніполі: майор Сегре
- Нікола Арільяно: Джардіно
- Джеронімо Мейньєр: санітар
- Маріо Вальдемарін: лейтенант Локкенці
- Ельза Ваццолер: дружина Бордіна
- Тіберіо Мурджа: Розаріо Нікотра
- Лівіо Лоренцон: сержант Баттіферрі
- Ферруччо Амендола: Де Кончіні
- Джанні Багіно: солдат
- Карло Д'Анджело: капітан Феррі
- Акілле Компаньйоні: капелан
- Луїджі Фаїнеллі: Джакомацці
- Марчелло Джорда: генерал
- Тіберіо Мітрі: Мандіч
- Жерар Гертер: австрійський капітан
- Гвідо Челано: італійський майор
- Леандро Пунтурі: дитина
- Маріо Феліціані: епізод
- Маріо Мацца: епізод
- Маріо Колі: епізод
- Маріо Фрера: епізод
- Джан Луїджі Полідоро: санітар
- Едда Ферронао: епізод

## Знімальна група
- Режисер: Маріо Монічеллі
- Сценарій: Маріо Монічеллі, Фуріо Скарпеллі, Лучано Вінченцоні
- Продюсер: Діно де Лаурентіс
- Оператори: Леоніда Барбоні, Роберто Джерарді, Джузеппе Ротунно, Джузеппе Серранді
- Композитор: Ніно Рота
- Художник: Маріо Ґарбуґліа
- Монтаж: Адріана Новеллі
- Спецефекти: Гатті, Серсе Урбісалья
- Костюми: Даніло Донаті
- Грим: Ромоло Де Мартіно, Ріно Карбоні